# Aristagoras
Aristagoras (en grec Αρισταγόρας ο Μιλήσιος, date de naissance et de mort inconnues) fut le dernier tyran de la ville ionienne de Milet vers la fin du VIe et le début du Ve siècle av. J.-C. Il est l'un des principaux instigateurs de la révolte de l'Ionie, qui s'acheva par la destruction totale de la cité en 497 av. J.-C.

## Biographie
Il est le fils de Molpagoras et le beau-fils et neveu de Histiée que les Perses avaient installé comme tyran de Milet. Aristagoras prend le contrôle de la cité quand son oncle part à la cour de Darius Ier en tant que conseiller. Lors de la révolte de Naxos en 502 av. J.-C., les Naxiens lui demandent de l'aide, qu'Aristagoras accorde à la condition d'être plus tard reconnu comme dirigeant de l'île. Il s'allie avec le satrape de Lydie Artapherne, et on lui confie une flotte. Aristagoras se querelle avec l'amiral Megabates, qu'il trahit en informant Naxos de l'approche de la flotte.
L'invasion est un échec, et l'alliance avec Artapherne est rompue. Pour se prémunir contre la vengeance des Perses, Aristagoras tente de mettre sur pied une révolte avec les habitants de Milet et les autres Ioniens. Dans le même temps, Histiée met sur pied une autre révolte à Milet, dans l'espoir que les Perses la balaieraient et le réinstalleraient comme tyran.
Aristagoras était soutenu par la majorité des citoyens, à l'exception de l'historien Hécatée de Milet. Il établit l'isonomie, et bientôt les autres cités ioniennes le rejoignent dans sa révolte contre les Perses.
Aristagoras se rend en Grèce continentale afin de rassembler des soutiens pour la révolte. À Sparte, il rencontre le roi Cléomène Ier, et prétend qu'une invasion préventive de la Perse serait facile ; le pays est riche, et la capitale, Suse, n'est « qu’ » à trois mois de voyage. Cléomène repousse l'offre, mais Aristagoras obtient plus de succès à Athènes ; ainsi, d'après l'historien Hérodote, il était plus facile de convaincre une assemblée de trente mille Athéniens qu'un seul roi spartiate.
Avec l'aide des Athéniens, Aristagoras mène l'attaque contre Sardes, la capitale perse de la Lydie. L'échec final de la révolte ionienne pousse Aristagoras à la fuite en Thrace vers 497 av. J-.C. pendant que Histiée reprend le contrôle de la cité. Il y fonde une colonie le long du Strymon, à l'emplacement de la future colonie athénienne d'Amphipolis. Il y meurt dans l'attaque d'une cité voisine thrace.